# Felix Hoppe-Seyler
Ernst Felix Immanuel Hoppe-Seyler (26. prosince 1825 Freyburg – 10. srpna 1895 Wasserburg) byl německý fyziolog a chemik.
Jeho početné výzkumy zahrnují studium krve, hemoglobinu, vředů, žluče, mléka a moči. Jeho práce a zásluhy Paula Ehrlicha vedly ke zdokonalení organické chemie.

## Dílo
- Hoppe-Seyler, Felix. 1876. Ueber die Processe der Gährungen und ihre Beziehung zum Leben der Organismen
- Hoppe-Seyler, Felix. 1877-1881. Physiologische Chemie
- Hoppe-Seyler, Felix. n. d. Uber die Entwicklung der physiologischen Chemie und ihre Bedeutung für die Medicin
- Hoppe-Seyler, Felix. 1858. Handbuch der physiologisch - und pathologisch-chemischen Analyse für Ärzte und Studirende